# Kees Bakels
Kees Bakels (Amsterdam, 14 januari 1945) is een Nederlandse orkestdirigent.

## Loopbaan
Bakels was aanvankelijk violist. Gedurende zijn studietijd bij de violiste Louise Wijngaarden was hij concertmeester van het Haarlems Kamerorkest, dat toen onder leiding stond van Rolf Knap. Daarna studeerde hij orkestdirectie aan het Amsterdams Conservatorium en de Accademia Musicale Chigiana in Siena in Italië. Hij werd assistent-dirigent van het Amsterdams Philharmonisch Orkest naast Anton Kersjes en was enige tijd verbonden aan het Nederlands Kamerorkest.
Van 1991 tot 1996 was hij chef-dirigent van het voormalige Radio Symfonie Orkest, als opvolger van Henry Lewis en voorganger van Eri Klas. Daarnaast was hij van 1990 tot 2000 'Principal Guest Conductor' van het Bournemouth Symphony Orchestra. Van 1997 tot 2005 was hij de eerste chef-dirigent van het toen nieuwe Malaysian Philharmonic Orchestra in Kuala Lumpur, waarvan hij bij zijn afscheid tot 'Conductor Laureate' werd benoemd. Daarnaast treedt hij veelvuldig op als gastdirigent, zowel in Nederland als in het buitenland.

## Opnamen
Met het Bournemouth SO maakte Bakels cd-opnamen van onder meer de symfonieën van Ralph Vaughan Williams voor het label Naxos. Ook voor het Zweedse BIS, het Britse NMC Recordings en het Nederlandse NM Classics heeft hij diverse cd's opgenomen.